# Liga de Conferencia de Granada
La GFA Conference League es la segunda división de fútbol a nivel de clubes de Granada, se disputa desde 2016. Al igual que la Liga de fútbol de Granada también es organizada por la Asociación de Fútbol de Granada.

## Formato
Hasta la temporada 2021-22 la división se jugó bajo el sistema de todos contra todos a 2 vueltas dividido en 4 conferencias: Northwestern, Central, Southern y Eastern, donde los 2 mejores de cada conferencia avanzaban a la fase final y el primero de la tabla de esta fase ascendía directamente. A partir del 2023 se regresó al formato de liga, se dividió en dos divisiones Division 2, como tercera categoría y la Division 1 para ascender a la GFA Premier League.

## Equipos 2025
- Chantimelle SC
- Combine Northerners
- Fontenoy United
- Happy Hill FC
- Honved FC (Granada)
- Morne Jaloux SC
- Mt. Rich SC
- RGPF FC
- SAFL
- Springs FC
- Sunjets United
- Tempe All Blacks

## Palmarés
| Temporada | Campeón                           | Subcampeón      |
| --------- | --------------------------------- | --------------- |
| 2016      | TA Marryshow Community College FC | SAB Spartans SC |
| 2017      | FC Camerhogne                     | Happy Hill FC   |
| 2018      | SAB Spartans SC                   | Chantimelle FC  |
| 2019-20   | Abandonado                        | Abandonado      |
| 2021-23   | Sunsetters                        | Happy Hill FC   |
| 2023-24   | Shamrock FC                       | Fontenoy United |
| 2024-25   | St. David's United                | North Stars     |
| 2025      |                                   |                 |

## Títulos por club
| Club                              | Campeón | Subcampeón | Años campeón |
| --------------------------------- | ------- | ---------- | ------------ |
| TA Marryshow Community College FC | 1       | 0          | 2016         |
| FC Camerhogne                     | 1       | 0          | 2017         |
| SAB Spartans SC                   | 1       | 1          | 2018         |
| Sunsetters FC                     | 1       | 0          | 2023         |
| Shamrock                          | 1       | 0          | 2024         |
| St. David's United FC             | 1       | 0          | 2025         |
| Happy Hill FC                     | 0       | 2          | ----         |
| Chantimelle FC                    | 0       | 1          | ----         |
| Fontenoy United                   | 0       | 1          | ----         |
| North Stars                       | 0       | 1          | ----         |